# Суперкубок Вірменії з футболу 2005
Суперкубок Вірменії з футболу 2005 — 8-й розіграш турніру. Матч відбувся 27 травня 2005 року між чемпіоном та володарем кубка Вірменії Пюніком та фіналістом кубка Вірменії клубом Бананц.
| Володар Суперкубка Вірменії 2005 |
| -------------------------------- |
|                                  |
| Пюнік Третій титул               |

## Матч

### Деталі
| 27 травня 2005 |

| Пюнік      | 1:0      | Бананц |
| ---------- | -------- | ------ |
| Давтян 78' | Протокол |        |

| Республіканський стадіон імені Вазгена Саркісяна, Єреван |